# رتیمنون
شهر رتیمنون در استان کرت در کشور یونان واقع شده است که دارای جمعیت ۳۰٬۹۵۵  نفر می‌باشد.